# Tik-Tak-Polka
Tik-Tak-Polka, op. 365, är en schnellpolka av Johann Strauss den yngre. Den framfördes första gången den 11 september 1874 i Volksgarten i Wien.

## Historia
Polkan sattes samman utifrån melodier ur Johann Strauss tredje och mest berömda operett: Läderlappen, som hade premiär den 5 april 1874. Strauss arrangerade sammanlagt sex separata orkesterverk från operettens musik. Tik-Tak-Polka hämtar titel och melodier från akt II och III, närmare bestämt "Klockduetten" mellan Rosalinde och von Eisenstein i akt II, ariorna "Kein Verzeih'n! Der Eisenstein" (Akt III), "Wie fliehen schnell die Stunden fort!" (Akt II) och Adeles aria "Spiel ich die Unschuld vom lande" i akt III.

## Om polkan
Speltiden är ca 2 minuter och 46 sekunder plus minus några sekunder beroende på dirigentens musikaliska tolkning.
Polkan var ett av sex verk där Strauss återanvände musik från operetten Läderlappen:
- Fledermaus-Polka. Polka, Opus 362
- Fledermaus-Quadrille, kadrilj, Opus 363
- Tik-Tak-Polka, Schenll-Polka, Opus 365
- An der Moldau, Polka-francaise, Opus 366
- Du und Du, Vals, Opus 367
- Glücklich ist, wer vergißt!, Polkamazurka, Opus 368